# Madonna col Bambino tra i santi Giorgio, Maurizio, Pietro e Paolo che presentano gli offerenti
(Angelo Roncalli segretario negli atti della visita pastorale del 1907 del vescovo Giacomo Radini-Tedeschi)
La Madonna col Bambino tra i santi Giorgio, Maurizio, Pietro e Paolo che presentano gli offerenti è un affresco realizzato dal Romanino nel 1513–15 per la chiesa di San Pietro a Tavernola Bergamasca.

## Storia
L'aggiudicazione degli affreschi cinquecenteschi presenti nella piccola chiesa, decentrata e distante dal centro abitato del paese di Tavernola Bergamasca al Romanino fu piuttosto difficile non avendo documento che ne confermasse la committenza.
Fu nel 1925 Giovanni Battista Nicodemi ha indicare gli affreschi come lavori del Romanino, perché le ricerche eseguite da altri critici d'arte avevano stilato un elenco delle opere solo per la zona del territorio bresciano, mentre la chiesa di Tavernola si trova in territorio bergamasco, quindi rimasta fuori dalle precedenti ricerche. Quasi a conferma di quanto si dice del personaggio: ricco, sanguigno e cacciatore solingo La prima a farne un esame critico fu Mina Gregori nel 1955.
I restauri eseguiti nel 1959 diedero conferma di quanto appurato attribuendone la datazione intorno al 1513-1515 conferendo all'opera una sicura aria romaniniana. Grazie al confronto con altri dipinti, in particolare il trittico di Altobello Melone (Museo d'arte e tecnologia, Università del Missouri), è possibile confermare la presenza del Romanino in territorio cremonese attraverso la conoscenza di artisti come il Melone, lo Pseudo Bramantino che lo avvicinarono alla cultura bramantinesca.
La poca documentazione circa i primi anni di attività del giovane Romanino non permettere di comprendere come mai si trovasse in questa località, ma la realizzazione nel 1510 della Pietà conservata nella Pinacoteca Tosio Martinengo aveva portato la sua arte a conoscenza di artisti come il Floriano Ferramola fa supporre la conoscenza anche di altri suoi lavori, amicizie che iniziarono nonché rapporti di alunnato con artisti che essendo più giovani trovavano in lui anche la scuola veneziana, dato che il Romanino aveva visto i lavori del Tiziano quando si trovava a Padova, località che nel 1513 aveva visto il Romanino lavorare presso il refettorio e la pala per il coro di Santa Giustina.
Gli affreschi presenti nella chiesa di San Pietro furono citati nel 1960 nella mostra tenutasi nella sala delle Capriate del palazzo della Ragione con una relazione circa le operazioni di restauro eseguite dallo studio Mauro Pelliccioli che cita: «Il dipinto era più che altro offuscato da una spessa coltre di sudiciume che il restauro ha rimosso provvedendo altresì al consolidamento degli intonaci e alla saldatura delle crepe… […] i ritratti degli offerenti sono tra i più vivi del Romanino. Sorprendente la trascrizione in affresco, mediante una tecnica grafica ed estemporanea, degli effetti serici delle stoffe e delle luci dell'armatura (san Giorgio) derivanti evidentemente dal Tiziano».

L'affresco rischiò d'essere strappato quando il 23 luglio 1922 un certo Steffanoni restauratore, propose al parroco di vendergli il dipinto con l'offerta di 15 000 lire. Del fatto fu fatta segnalazione alla Regia Sopraintendenza ai Monumenti di Lombardia di Milano. Proprio da questo evento iniziò uno studio di restauro realizzato dall'architetto Elia Fornoni che relazionerà: 
(Elia Fornoni Relazione dell'ottobre 1922)
L'attesa però di un'attenzione con un contributo richiese molto tempo. Il parroco don Cavagna, aveva già nel 1917 inviato un sollecito di intervento per il recupero delle opere conservate nella chiesa, serve quindi considerare che la tecnica dello strappo era allora considerata la migliore per la conservazione di un'opera, e dopo tanto tempo, anche il parroco iniziò a dubitare del reale interesse dell'opera. Solo nel 1957 si intraprese una seria opera di restauro conservativo, e nel 1999 la Sopraintendenza dei Beni Artistici nella persona di Amalia Pacia autorizzò il completo restauro conservativo dell'opera.

## Descrizione
L'affresco dall'aspetto monumentale raffigurante la Sacra conversazione occupa quasi completamente la parete sinistra del presbiterio. La scena è racchiusa dentro gli spazi ben definiti di una sala, avente ai lati pareti marmoree, perfettamente prospettica, con un gioco luministico di chiaroscuri che conduce a lavori bramanteschi e giorgiani
La Madonna posta centralmente all'affresco è seduta su di un trono collocato sopra quattro gradini le cui dimensioni diminuiscono salendo, dando all'osservatore la sensazione di assistere ad una grande palcoscenico, di misura maggiore rispetto alle reali dimensioni della parete. Sopra ai gradini è steso un tappeto rosso. la Madonna è imponente, il grande manto azzurro che le copre il capo corre poi lungo le sue spalle mostrando la veste rossa che evidenzia le forme quasi sensuali di donna matura.
La Vergine tiene il Bambino ritto nudo sul ginocchio destro. Questo si volge sorridendo verso uno dei due santi armigeri che sono posti accanto al trono, a sinistra san Giorgio raffigurato con il drago colpito dalla lancia e posto ai suoi piedi, e a sinistra san Maurizio. Sul ginocchio destro tiene in libro. Sopra di loro sprazzi di cielo sereno.
Ai piedi della scala sui due lati vi sono i santi Pietro e Paolo con i relativi attributi, il primo raffigurato come un vecchio dalle bianca capigliatura con un mazzo di chiavi nella mano sinistra, mentre san Paolo regge la spada con la destra ed è raffigurato avvolto in un mantello dall'intenso colore rosso e con la lunga capigliatura. Entrambi presenta gli offerenti che solo ai loro piedi, tre per lato e inginocchiati. Romanino ha riprodotto le caratteristiche di quelli che probabilmente sono stati i committenti dell'opera. Proprio in questa parte è riconoscibile il tratto dell'artista quando, fresco alunno della scuola veneziana, presenta infatti tratti belliniani.
Caratteristica tipica dell'artista è la produzione del viso ovale e largo della Vergine, con la bocca e gli occhi piccoli che le infondono un'aria rattristata in contrasto con il colorito florido dell'incarnato. Sarà questa una caratteristica del Romanino in numerose altre opere.
L'apertura di una porta realizzata nel Seicento ha eliminato la parte centrale dell'affresco restando visibile ai piedi della scalinata che conduce alla Vergine solo la testa di un fanciullo con accanto un cagnolino dal pelo bianco, particolare che definisce l'estro dell'artista nonché la presenza del medesimo soggetto ripreso nei lavori svolti a Pisogne e a Cremona.  Tutta l'opera è un gioco di luci e di ombre, la luce che entra di sbieco dall'alto e che crea questo gioco di chiaroscuro che trasforma i rossi accesi in colori più chiaro o scuri, caratteristica che sarà sempre riscontrabile nelle opere del Romanino.